# Iann Dior
Michael Ian Olmo  (Arecibo, 25 de marzo de 1999), conocido por su nombre artístico Iann Dior, es un cantante, rapero y compositor estadounidense. Saltó a la fama en el 2019 con sus canciones "Emotions" y "Molly". La canción de Iann "Gone Girl" sirvió como el sencillo principal de su álbum debut Industry Plant (2019). En 2020, apareció en el sencillo "Mood" de 24kGoldn, que alcanzó el puesto número uno en el Billboard Hot 100 y se convirtió en su primera y más alta canción en las listas.

## Carrera
Comenzó a hacer música con el nombre de Olmo, y luego en 2018 se cambió a Dior. En ese año entra en contacto con el productor Taz Taylor quien le ofrece un contrato con Internet Money Records. Su popularidad comienza a crecer gracias a SoundCloud, en el que publica su sencillo Emotion que se viraliza en la plataforma.
La fama llega en 2019 en el que lanza el sencillo Gone Girl en colaboración con Trippie Redd que supera los 100 millones de reproducciones en Spotify y tiene certificación de oro.  Sobre la base del éxito del sencillo, en ese año Dior lanzó su primer mixtape Nothings Ever Good Enough en mayo y en noviembre su primer álbum Industry Plant.
En 2020 lanzó tres sencillos, con colaboraciones del calibre de Machine Gun Kelly, Travis Barker y Lil Baby, que anticipan su nuevo EP I'm Gone. El 24 de julio de 2020, el rapero 24kGoldn lanzó el sencillo "Mood", en colaboración con dior, el cual escalará todas las listas quedando en la cima del Billboard Hot 100 durante cuatro semanas.
En febrero del 2021 hace una colaboración con Mike Shinoda de Linkin Park titulado Happy Endings.

## Discografía

### Álbumes de estudio
| Título                      | Detalles del álbum | Posiciones más altas | Posiciones más altas |
| Título                      | Detalles del álbum | US                   | CAN                  |
| --------------------------- | --- | -------------------- | -------------------- |
| Industry Plant              | - Publicación: 8 de noviembre de 2019 - Discográfica: WorldWide Records, Internet Money Records, 10K Projects - Formato: Descarga digital, streaming | 44                   | 51                   |
| On To Better Things         | - Publicación: 21 de enero de 2022 - Discográfica: 10K Projects - Formato: Descarga digital, streaming                                               | 28                   | 28                   |
| Leave Me Where You Found Me | - Publicación: 21 de abril de 2023 - Discográfica: Internet Money Records, 10K Projects - Formato: Descarga digital, streaming                       | —                    | —                    |

### EP
| Título     | Detalles del EP | Posiciones | Posiciones | Posiciones |
| Título     | Detalles del EP | US         | CAN        | NZ         |
| ---------- | --- | ---------- | ---------- | ---------- |
| I'm Gone   | - Publicación: 12 de junio de 2020 - Discográfica: Internet Money Records, 10K Projects - Formato: Descarga digital, streaming | 45         | 37         | 40         |
| Still Here | - Publicación: 15 de abril de 2021 - Label: 10K Projects - Formato: Descarga digital, streaming                                | —          | —          | —          |

### Mixtapes
| Título                    | Detalles del Mixtape                                                                                   |
| ------------------------- | --- |
| Nothings Ever Good Enough | - Publicación: 12 de abril de 2019 - Discográfica: 10K Projects - Formato: Descarga digital, streaming |

### Sencillos

#### Como artista principal
| Título                                                                                                   | Año  | Posiciones | Posiciones | Posiciones | Posiciones | Certificaciones | Álbum                    |
| Título                                                                                                   | Año  | US Bub.    | US R&B /HH | US Rock    | NZ Hot     | Certificaciones | Álbum                    |
| --- | ---- | ---------- | ---------- | ---------- | ---------- | --------------- | ------------------------ |
| "Gone Girl" (con Trippie Redd)                                                                           | 2019 | —          | —          | —          | 13         | - RIAA: Oro     | Industry Plant           |
| "What Is Real"                                                                                           | 2019 | —          | —          | —          | —          |                 | Industry Plant           |
| "Pouring"                                                                                                | 2019 | —          | —          | —          | —          |                 |                          |
| "Strings" (con Gunna)                                                                                    | 2019 | —          | —          | —          | —          |                 | Industry Plant           |
| "Good Day"                                                                                               | 2020 | —          | —          | —          | 33         |                 | I'm Gone                 |
| "Sick and Tired" (con Machine Gun Kelly y Travis Barker)                                                 | 2020 | 15         | —          | 3          | 9          |                 | I'm Gone                 |
| "Prospect" (con Lil Baby)                                                                                | 2020 | 8          | 50         | —          | 27         | - RIAA: Oro     | I'm Gone                 |
| "Lose Somebody" (con Jack Gilinsky)                                                                      | 2020 | —          | —          | —          | —          |                 |                          |
| "Holding On"                                                                                             | 2020 | —          | —          | —          | 14         |                 |                          |
| "First Time" (with Illenium)                                                                             | 2021 | —          | —          | 23         | 21         |                 | Fallen Embers            |
| "Heat Waves" (con Glass Animals)                                                                         | 2021 | —          | —          | —          | —          |                 | Dreamland (+Bonus Level) |
| "V12" (con Lil Uzi Vert)                                                                                 | 2021 | 20         | —          | —          | 22         |                 | On to Better Things      |
| "Let You"                                                                                                | 2021 | —          | —          | —          | 18         |                 | On to Better Things      |
| "Thought It Was" (con Machine Gun Kelly and Travis Barker)                                               | 2022 | 23         | —          | 18         | 15         |                 | On to Better Things      |
| "Be U (216 Hz)" (con Maejor)                                                                             | 2022 | —          | —          | —          | —          |                 |                          |
| "Live Fast Die Numb"                                                                                     | 2022 | —          | —          | 40         | —          |                 |                          |
| "I Find It Hard"                                                                                         | 2022 | —          | —          | —          | —          |                 |                          |
| "Valley of Lies" (con Tomorrow X Together)                                                               | 2022 | —          | —          | —          | 36         |                 |                          |
| "Do It All"                                                                                              | 2023 | —          | —          | —          | —          |                 | TBA                      |
| "Low Tide"                                                                                               | 2023 | —          | —          | —          | —          |                 | TBA                      |
| "—" denota una grabación que no se trazó, no fue elegible para trazar o no se publicó en ese territorio. |      |            |            |            |            |                 |                          |

#### Como artista invitado
| Título                                                                                                   | Año  | Posiciones | Posiciones | Posiciones | Posiciones | Posiciones | Posiciones | Posiciones | Posiciones | Posiciones | Posiciones | Certificaciones                                                      | Álbum                        |
| Título                                                                                                   | Año  | US         | US Rock    | AUS        | CAN        | IRE        | NLD        | NZ         | SWE        | UK         | WW         | Certificaciones                                                      | Álbum                        |
| --- | ---- | ---------- | ---------- | ---------- | ---------- | ---------- | ---------- | ---------- | ---------- | ---------- | ---------- | -------------------------------------------------------------------- | ---------------------------- |
| "Come Again" (Bernard Jabs featuring Iann Dior)                                                          | 2019 | —          | —          | —          | —          | —          | —          | —          | —          | —          | —          |                                                                      |                              |
| "I Can't Sleep" (Poorstacy featuring Iann Dior)                                                          | 2020 | —          | —          | —          | —          | —          | —          | —          | —          | —          | —          |                                                                      | The Breakfast Club           |
| "Too Much" (Zoahh con Iann Dior)                                                                         | 2020 | —          | —          | —          | —          | —          | —          | —          | —          | —          | —          |                                                                      | Graduation                   |
| "Mood" (24kGoldn con Iann Dior)                                                                          | 2020 | 1          | 1          | 1          | 1          | 1          | 1          | 1          | 1          | 1          | 2          | - RIAA: 3× Platinum - ARIA: 2× Platinum - BPI: Gold - RMNZ: Platinum | El Dorado                    |
| "Ego" (Carlie Hanson featuring Iann Dior)                                                                | 2020 | —          | —          | —          | —          | —          | —          | —          | —          | —          | —          |                                                                      | DestroyDestroyDestroyDestroy |
| "Tonight" (Jxdn featuring Iann Dior)                                                                     | 2020 | —          | 29         | —          | —          | —          | —          | —          | —          | —          | —          |                                                                      |                              |
| "Higher" (Clean Bandit con Iann Dior)                                                                    | 2021 | —          | —          | —          | —          | 67         | —          | —          | —          | 66         | —          |                                                                      |                              |
| "Happy Endings" (Mike Shinoda con Iann Dior y Upsahl)                                                    | 2021 | —          | —          | —          | —          | —          | —          | —          | —          | —          | —          |                                                                      |                              |
| "—" denota una grabación que no se trazó, no fue elegible para trazar o no se publicó en ese territorio. |      |            |            |            |            |            |            |            |            |            |            |                                                                      |                              |

### Apariciones de invitados
| Título              | Año  | Otro artista (s)                     | Álbum                          |
| ------------------- | ---- | ------------------------------------ | ------------------------------ |
| "One Love One Life" | 2019 | 1kLove                               | One Love One Life              |
| "Run Away"          | 2020 | Kierra Luv                           | Take It or Leave It            |
| "Irregular"         | 2020 | Zoahh                                | Graduation                     |
| "Trust You"         | 2020 | Zoahh                                | Graduation                     |
| "Forget"            | 2020 | Kyle, Trippie Redd, The Drums        | See You When I Am Famous       |
| "Lost Me"           | 2020 | Internet Money, Lil Mosey, Lil Skies | B4 the Storm                   |
| "Nothing Inside"    | 2020 | Machine Gun Kelly                    | Tickets to My Downfall         |
| "Like Me"           | 2020 | $NOT                                 | Beautiful Havoc                |
| "Baby"              | 2020 | DJ Scheme                            | Family                         |
| "Honest"            | 2020 | Phem                                 | How U Stop Hating Urself Pt. 1 |

## Filmografía
| Año  | Título         | Papel    | Ref.   |
| ---- | -------------- | -------- | ------ |
| 2021 | Downfalls High | Él mismo | [ 61 ] |